# Vantiva
Vantiva, anteriormente conocida como Technicolor, Thomson, y antes como Thomson Multimedia, es un fabricante francés multinacional de electrónica y proveedor de servicios multimedia establecido en Issy-les-Moulineaux, Francia. La compañía tiene al menos 60.000 empleados (2004), en 30 países. 
En 1987, Thomson Semiconductor Group se unió con la empresa italiana SGS Microelettronica para formar SGS-Thomson. En mayo de 1998, la compañía cambió su nombre a STMicroelectronics.
El 26 de enero de 2010 rebautizaron la empresa con el nombre Technicolor después de que la empresa superara una crisis financiera.
Además es dueña de Radio Corporation of America (RCA).
El 3 de febrero de 2012 adquirió el estudio de efectos especiales Duran Duboi.
A partir del 27 de septiembre de 2022, Technicolor se convirtió en Vantiva, luego de la separación de Technicolor Creative Studios, y se convirtieron en dos compañías independientes.